# Fyra Bugg & en Coca Cola (sång)
"Fyra Bugg & en Coca Cola", även känd som "Boogaloo", är en sång skriven av Mikael Wendt och Christer Lundh. Lotta Engberg framförde melodin då den vann den svenska Melodifestivalen 1987 och deltog i Eurovision Song Contest samma år där bidraget slutade på plats 12.

## Historik
Låtskrivarna skrev låten till pojkbandet The Pinks. Därför hämtade Mikael Wendt inspiration till texten från sin egen barndom under 1960-talet, då han kunde köpa fyra Bugg och en Coca-Cola för en krona i kiosken. Skivbolagsdirektören Bert Karlsson ville att The Pinks skulle delta med den i Melodifestivalen. Sveriges Television motsatte sig detta eftersom bandmedlemmarna var 10–14 år och ansågs vara för unga. Istället var det Lotta Engberg som fick chansen, en då 23-årig gravid körsångerska som redan hade spelat in en demo av sången. Bidraget segrade i Melodifestivalen som ägde rum i Lisebergshallen i Göteborg i februari 1987, vilket innebar att det även kvalificerade som Sveriges bidrag i Eurovision Song Contest samma år.
Låten var dock föremål för kontroverser eftersom varumärken förekom i såväl originaltiteln som texten. Fyra Bugg & en Coca Cola toppade radiohitlistan Svensktoppen, där den låg i topp sex veckor under perioden 19 april – 24 maj 1987. Därefter diskvalificerades den av Sveriges Radio på grund av varumärkena.
Inför Eurovision Song Contest bad SVT låtskrivarna att skriva om texten för att undvika regelbrott i tävlingen. Den fick då titeln "Boogaloo" och textraden som var identisk med titeln ändrades till "Boogaloo dansa rock'n'rolla". Eurovision Song Contest ägde rum i Bryssel i maj 1987 och Engberg hade fött sitt barn när hon framförde bidraget. 
Låten fick som bäst 12 poäng från Israel, och låg som bäst på tredje plats i tävlingen. Poängen var sporadiska, och till slut hade bidraget fått ihop 50 poäng, vilket räckte till en tolfteplats.
Boogaloo-versionen fick inget större genomslag i Sverige och efter tävlingen återgick Engberg till att sjunga originalversionen.

## Låten i massmedia
Ett TV-klipp från 1987 visade Carl Bildt som sjöng med i låten vid ett besök i en musikstudio, iförd hörlurar. Bildt sjöng tämligen falskt, och klippet har sedan dess varit populärt att utnyttja i allehanda humorprogram i svensk TV.

## Utgivning

### Singel
I maj 1987 släpptes singeln Fyra Bugg & en Coca Cola, med sången "En helt ny dag" som B-sida. Singeln nådde 19:e plats på den svenska singellistan.

### Coverversioner
I samband med svenska Melodifestivalen 2010 tolkade Timo Räisänen låten.

## Listplaceringar
| Lista (1987)                | Topplacering |
| --------------------------- | ------------ |
| Sverige (Sverigetopplistan) | 19           |